# Hidrografía de Macanal

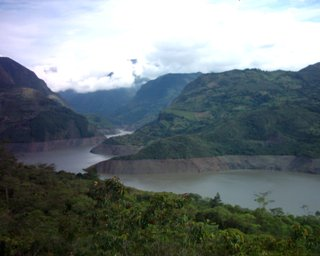
Paisaje del embalse Macanal.

Hidrográficamente, Macanal (Boyacá) ocupa parte de la Gran Cuenca del río Orinoco, el cual drena sus aguas al Océano Atlántico y a la cual pertenece la cuenca del río Meta junto con la subcuenca del río Upía de la cual es tributaria el embalse de La Esmeralda, que aporta sus aguas a la Hidroeléctrica de Chivor.
El municipio de Macanal cuenta con una gran red de quebradas, arroyuelos y manantiales que surten de agua suficiente a los pobladores urbanos y rurales.

## Cuenca del costado occidental del embalse La Esmeralda
El embalse la Esmeralda cuenta con dos subcuencas: la primera correspondiente al Embalse y la segunda a la quebrada Chivor.

### Subcuenca Quebrada Chivor
A esta quebrada que procede del municipio del mismo nombre y que sirve de lindero entre los dos municipios en una longitud aproximada de 3,8 km y un área de 494 ha, confluyen las quebradas:
- El Guavio con aproximadamente 3,1 km. A ésta confluyen cinco arroyos con una longitud de 2,6 km aproximadamente.
- Chorro Majades, lindero Macanal-Chivor con una longitud de aproximadamente 1 km
- Quebrada La Cascada con 1,7 km a la que se unen cuatro arroyos con 2,5 km aproximadamente de longitud.
- Quebrada Las Culebras, con 1,7 km de longitud aproximadamente.
- Existe otra quebrada a la que no se le puede establecer el nombre con una longitud de aproximadamente 1,3 km y dos afluentes.

Estas subcuencas se localizan en el costado occidental del Embalse con linderos globales: por el norte con el embalse y municipio de Almeida, al sur con el municipio de Chivor, al este con el embalse y municipio Chivor y al oeste con los municipios de Chivor y Almeida, comprende igualmente las veredas Media Estancia, Quebrada Negra y El Guavio, además el Limón y los Naranjos. 
El suelo se encuentra explotado por ganadería en su gran mayoría y pequeñas parcelas de frutas y maíz. 

### Micro cuenca Quebrada La Jota
Se localiza en la vereda Quebrada Negra y el Guavio, tiene una longitud 2,5 km y un área de 618,4 ha.
Se encuentra ocupada en bosques naturales, pastos y rastrojos, no presenta problemas de amenazas altas.

### Microcuenca Quebrada Negra
Se localiza en la vereda de Quebrada negra, posee un área de 2.014,9 ha. El suelo está utilizado en bosques naturales, potreros, y pequeñas parcelas de cultivos con fríjol y maíz. Presentan problemas de inestabilidad sus terrenos por remoción en masa y sus afluentes son las quebradas:
- Melga, con una longitud aproximada de 1 km.
- Quebrada del Potrero, con 3,8 km aprox. de longitud y dos arroyos afluentes.
- Quebrada Negra, con 4,2 km aproximadamente; tiene como afluentes la Quebrada Amarilla con 0,8 km; Quebrada El Zanjón con 1,8 km de longitud; Quebrada Chorro Blanco con 1,5 km de longitud. Tiene además nueve arroyos cuya longitud total alcanza a los 9 km aproximadamente.

## Cuenca del costado nororiental del Embalse
Esta presenta las siguientes microcuencas:

### Microcuenca El Dátil
De norte a sur la quebrada más importante es la Quebrada Perdiguíz-Dátil y se denomina así porque en sus orígenes lleva el primer nombre y al confluir en el embalse el segundo. Posee un área de 2.806,97 ha. Presenta una zona de cultivos misceláneos, potreros y pastos naturales enmalezados. Existen zonas inestables con problemas de remoción en masa.

#### Quebradas
- Quebrada Perdiguíz con 7 km aproximadamente y 3 afluentes con 1,6 km; a esta confluye: la Quebrada Varal con 2 km y 3 afluentes con 2,6 km aproximadamente. Quebrada NN con 1,9 km y seis arroyos con 3,7 km. Q. El Guamo con 6,6 km y siete arroyos 6,2 km aprox. entre los que sobresale el Grande o del río con 3,2 km; Quebrada Tibacota-La Moya con 6,4 km cuenta con 9 arroyos con una longitud de 5,7 km aproximadamente y las quebradas: Blanca con 3,3 km y cinco arroyos con 4,4 km de longitud; Quebrada Colorada con 2,6 km y dos arroyos con 1,6 km; Quebrada Oscura con 2,5 km y un arroyo de 0,35 km
- Quebrada el Dátil con una longitud de 2,4 km se origina en la confluencia de la Quebrada Perdiguíz y la Quebrada Tibacota. La Mayo; tiene como afluentes además tres arroyos sin nombre y una longitud de aproximada de 2,9 km

### Microcuenca Quebrada Pantanos
Localizada en la vereda del mismo nombre tiene una longitud aproximada de 1,8 km; y un área de 209,47 ha. Existen dos arroyos con una longitud de 1,6 km, en ella se localizan las veredas Perdiguíz Grande, Perdiguíz Chiquito, La Mesa, Tibacota, Dátil Grande, Dátil Chiquito y parte de la vereda Pantanos.
Se encuentran sus suelos ocupados con pastos naturales enmalezados, cultivos de maíz y yuca y bosques cultivados. También presenta problemas de inestabilidad por remoción en masa. 

### Microcuenca Quebrada El Volador
Posee un área de 5.590 ha y se compone de las siguientes quebradas: 
- Quebrada Honda: consta de un arroyo de aproximadamente 1,7 km; Quebrada Volador con aproximadamente 4,7 km de longitud y ocho arroyos con 5,2 km aproximadamente de longitud; Quebrada El Tambor con 2,8 km aproximadamente y cuatro arroyos con 3,1 km. Luego existe una quebrada sin nombre cuya longitud es de 1,4 km aproximadamente.
- Quebrada El Hato con 6 km de longitud aproximadamente, siete arroyos afluentes con 12,3 km entre los que sobresalen la Quebrada El Chulo con 2,9 km, y la Quebrada El Manantial con 1,8 km que tiene dos arroyos con 2 km aproximadamente.
- Quebrada Los Curos con una longitud de 3,1 km tiene además dos arroyos de aprox. 0,9 km; luego existen dos arroyos de aproximadamente 1,5 km de longitud.

Quebrada Blanca-El Chuscal con aproximadamente 4,6 km dos arroyos con 0,9 km de longitud, tiene además como afluentes la Quebrada El Arenal con 4,7 km y el Chorro Negro con 1,7 km aproximadamente y un arroyo con 1,9 km
- Quebrada Honda: con 8,9 km de longitud, tiene como afluentes principales las quebradas Los Rincones con 1,9 km, Ganado blanco con 2,3 km aproximadamente y la Colorada con 3,1 km, la Pichonera con 3,2 km y la Serranía con 2 km. Estas quebradas tienen aproximadamente 50 arroyos afluentes cuya longitud total es de 25 km aproximadamente. A continuación descienden de los Curos a la represa 14 arroyos innominados con una longitud total de 10,4 km aproximadamente.

### Microcuenca Quebrada La Esmeralda
Posee un área de 466,83 ha, sirve de lindero con el municipio de Santa María; tiene una longitud aproximada de 4,2 km y tres afluentes en el municipio de Macanal con una longitud de 2,4 km aproximadamente.

### Microcuenca Río Tunjita
Posee un área de 6.802, 96 ha, sirve de lindero con el municipio de Campohermoso, Inspección de Policía Los Cedros, en una longitud aproximada de 16,1 km. Su caudal se ve notoriamente disminuido y se va incrementando paulatinamente desde el sitio de la represa que desvía sus aguas hacia el embalse de La Esmeralda (cuchilla La Laja, lindero de las colindancias con los municipios de Garagoa, Miraflores y Campohermoso) hasta el extremo de la Cuchilla de Guanaque, colindancia con el municipio de Santa María.
Las principales quebradas que conforman esta microcuenca son: 
- Quebrada Jonda con 6,4 km de longitud y 18 arroyos con 17,1 km de longitud aproximadamente.
- Quebrada Quebradilla: con una longitud aproximada de 7,3 km tiene 40 afluentes entre los que sobresalen las quebradas El Toro, las Minas, Las Lajas y la Pichonera con 1,8 km; 2,3 km; 2,7 km y 2,4 km de longitud respectivamente; los demás arroyos conforman una red de aproximadamente 34,2 km de longitud.
- Quebrada Jiménez tiene una longitud aproximada de 4,1 km y un afluente con 0,8 km de longitud.
- Quebrada Los Mangos con 2 km de longitud
- Quebrada El Tesoro con 2,5 km de longitud
- Quebrada Serranía con 5,9 km de longitud tiene dos arroyos afluentes con una longitud total de 3,8 km aproximadamente. La quebrada La Cueva es afluente de la anterior y tiene una longitud aproximada de 3 km y 4 afluentes con 4,5 km
- Quebrada El Guamal, tiene una longitud aproximada de 3,9 km y cuatro afluentes con 3 km de longitud.
- Quebrada Legía con 1,7 km de longitud y seis afluentes con 4,2 km de longitud.
- Quebrada Oscura con 2,4 km de longitud y nueve afluentes con 4,1 km de longitud total.
- Quebrada El Cerro con 2,2 km, dos afluentes con 1,8 km de longitud.

Esta micro cuenca cubre las siguientes veredas: Agua Blanca, Muceño y Muceñito. En términos generales las riberas de estas quebradas no presentan problemas mayores en su conservación salvo algunos afluentes de la Quebrada Perdiguíz y Dátil dado que recorren un área de intensa agricultura de subsistencia e inmisericorde tala de sus bosques primigenios, contribuyendo además al deterioro, la superficialidad y estructura de los suelos, la pendiente fuerte de los cauces de las quebradas y el exceso de lluvias caídas en las partes superiores o zonas de amortiguación.

## Ríos
Dentro del potencial hídrico, Macanal posee un río que se obstruye a lo largo de 36 km por la creación del Embalse de la Esmeralda, y más de 280 fuentes entre quebradas, lagunas y riachuelos, de ellas se obtiene el líquido vital que en las partes altas posee gran pureza. El río entonces existió como tal hasta 1978, año de creación del embalse y a partir de allí hubo cambios sustanciales en el modus vivendi de los macanalenses.
Antes de 1978, las actividades en las riberas del río eran por lo general centradas a la pesca, de más de 7 especies de peces, y como en todas las civilizaciones su río era eje central de las actividades agrícolas. Macanal para ese entonces mantenía una temperatura promedio de 27 °C anual, sus valles eran muy productivos y sus paisajes esbeltos y coloridos, la base de la economía de los habitantes de ese valle era la agricultura. Cuando apareció la expropiación del valle por la creación del embalse se inundaron los cultivos, alteraron el clima, aumentaron la humedad, los vientos y las precipitaciones, por ende la nubosidad y de allí muchas de las costumbres sociales y alimenticias de los macanalenses.
Al cambiar de temperatura ambiente, cambiaron las costumbres agropecuarias, alimenticias, sociales, el margen de ingreso disminuyó sustancialmente por este concepto y se evidenció desabastecimiento, razón por la cual el municipio que venía creciendo decreció con el tiempo, ya que se cambió el sustento agrícola por el ganadero, Macanal pues tenía un mercado muy limitado. Con el paso del tiempo en otros lugares se impulsó la producción agrícola, ahora producimos más de 80 productos y 8 ganaderas, el represamiento de nuestro río trajo entonces potencial turístico y otra forma de ingreso económico para los habitantes de sus márgenes. Al alterar el clima alteró las funciones vitales de los habitantes ocasionando enfermedades principalmente respiratorias, no es que no hubiera, sino que incrementó su desarrollo, esto sumado con la variación alimenticia de los habitantes moduló considerablemente la cultura y las costumbres de los macanalenses.
La forma de vestir no cambió mucho, pero si obligó a muchos de sus habitantes a obtener abrigo con mayor frecuencia, pudo ser que los aspectos fenotípicos se alteraran, no tengo precisión sobre el tema pero supongo que una variación promedio de 6,5 °C alteró de una forma u otra las pigmentaciones en la piel, y de pronto la talla de los habitantes disminuyendo su estatura que según los abuelos era gente de 1,8 m en los hombres y de 1,65 m en las mujeres.
Es así que nuestro río, en el presente estancado alteró el rumbo de nuestras conductas, pero lo apreciamos ya que engrandece nuestro paisaje y nos ofrece diversión, deporte y un potencial económico a futuro muy prometedor.

## Fuente
- Monografía y Análisis de la Población Macanalense. Por Wilman Roa Franco 2005.